# Tetratoma variegata
Tetratoma variegata là một loài bọ cánh cứng trong họ Tetratomidae. Loài này được Casey miêu tả khoa học đầu tiên năm 1900.